# Fulltrúi
Fulltrúi ist die Bezeichnung in der altwestnordischen Literatur (seit dem 11. Jahrhundert) für einen engen Vertrauten oder Freund. Das Wort wird in den Quellen mit einer Breite auf Personen wie Lehns- und Gefolgsleuten, auf persönliche Freunde und Vertraute und in Viten (Hagiographien) auf Heilige der Kirche und biblische Personen wie der Jesus-Mutter Maria verwendet. Des Weiteren findet der Begriff des fulltrúi Anwendung bei Gegenständen und bei Tieren. In der Neuisländischen Sprache ist der Begriff eine Bezeichnung für offizielle Vertreter und Repräsentanten bei Behörden und Verwaltungen wie beispielsweise Standesbeamte.
Eine besondere Anwendung des Begriffs findet sich bei den altgermanischen (nordischen) Gottheiten. Hier als henotheistischer Ausdruck der Beziehung zwischen einem Individuum und seiner besonderen sich verbunden gefühlten Gottheit (Thor, Freyr). In diesem besonderen Bezug steht der Begriff in der wissenschaftlichen Forschung zur Germanischen Religionsgeschichte im Spannungsfeld unterschiedlicher Bewertungen, die teilweise einer wissenschaftshistorischen Zeitgebundenheit unterlagen. So galt der Begriff in der Forschung bis zur Hälfte des 20. Jahrhunderts als Zeugnis für einen, zwar nordisch überlieferten, dennoch pars pro toto germanischen „Fulltrúi-Glauben“, das heißt, dass bei den Germanen durchaus ein individuelles religiöses Empfinden bestanden hat. Diese Annahmen standen in der Diskussion entgegen der Interpretation der Zeugnisse der ältesten Quellen – seit der (Spät-)Antike –, die das Individuum bei den Germanen mit seiner nicht nur religiösen Identifikation und Empfinden im gemeinschaftlichen Kult der Familie und der erweiterten Stammesgemeinschaft verortet sehen.